# Andrej Teterjuk
Andrej Teterjuk (in russo Андрей Тетерюк?; Almaty, 20 settembre 1967) è un ex ciclista su strada kazako, professionista dal 1992 al 2002.

## Palmarès
- 1989 (dilettante)

Baby Giro
- 1992

4ª tappa Tour of Britain
Milano Vignola
- 1996

Giro del Friuli
4ª tappa Giro di Svizzera
- 1997

7ª tappa Giro del Delfinato
- 1999

Campionati kazaki, Prova in linea
Classifica generale Vuelta a Galicia
2ª tappa Settimana Ciclistica Lombarda
- 2000

2ª tappa Vuelta a Galicia
Classifica generale Vuelta a Galicia
- 2001

3ª tappa Grand Prix du Midi Libre
- 2002

Campionato asiatico, Prova a cronometro
2ª tappa Settimana Ciclistica Lombarda
4ª tappa Gran Premio dos Mosqueteiros - Rota do Marques

## Piazzamenti

### Grandi Giri
- Giro d'Italia

1993: 83º
1994: 78º
1995: 24º
1996: 13º
1999: 22º
- Tour de France

1997: non partito (12ª tappa)
1998: 20º
- Vuelta a España

1992: ritirato (8ª tappa)
1993: 104º
1998: ritirato (4ª tappa)
1999: 50º
2000: 43º

### Classiche monumento
- Milano-Sanremo

1993: 146º
1997: 128º
2001: ritirato
- Liegi-Bastogne-Liegi

1997: 55º
1998: 42º
2001: ritirato
- Giro di Lombardia

1997: 50º